# Marco Arrúncio Áquila (cônsul em 77)
Marco Arrúncio Áquila (em latim: Marcus Arruntius Aquila) foi um senador romano nomeado cônsul sufecto para o nundínio de setembro a outubro de 77 com Caio Catélio Céler. Ronald Syme nota que, como outros cônsules oriundos de Patavium, Áquila "não desempenhou nenhum papel na vida política". Era filho de Marco Arrúncio Áquila, cônsul em 66, o que levanta duas hipóteses: ou Áquila (pai) teve o filho muito cedo ou ele próprio foi cônsul já idoso.

## Carreira
Inscrições sobreviventes permitem um vislumbre de sua carreira. Apesar do começo auspicioso como um dos triúnviros monetários durante seu mandato entre os vigintiviri e um mandato de questor de um imperador não nomeado (provavelmente Nero, cujo nome era geralmente omitido por causa do decreto de damnatio memoriae), o único outro cargo que ele assumiu além do consulado foi tornar-se membro dos quindecênviros dos fatos sagrados, um dos mais prestigiosos colégios sacerdotais romanos (segundo Syme, ele costumava contar com membros de "gostos cultivados").